# Hipparchia delattini
Hipparchia delattini är en fjärilsart som beskrevs av Otakar Kudrna 1975. Hipparchia delattini ingår i släktet Hipparchia och familjen praktfjärilar. Inga underarter finns listade i Catalogue of Life.